# Victor Ferraz
Victor Ferraz Macedo, mais conhecido como Victor Ferraz (João Pessoa, 14 de janeiro de 1988), é um jogador de futebol brasileiro que atua como lateral-direito. Atualmente joga no Serra Branca.

## Carreira

### Atlético Goianiense
Em 2010, jogou pelo Atlético Goianiense durante o Campeonato Brasileiro Série A, tendo realizado 14 jogos pelo clube goiano.

### Coritiba
Em agosto de 2012, acertou com o Coritiba.  Atuou em 71 jogos com a camisa alviverde, foram 65 como titular e outros seis entrando no decorrer dos jogos pelo clube do Alto da Glória.

### Santos

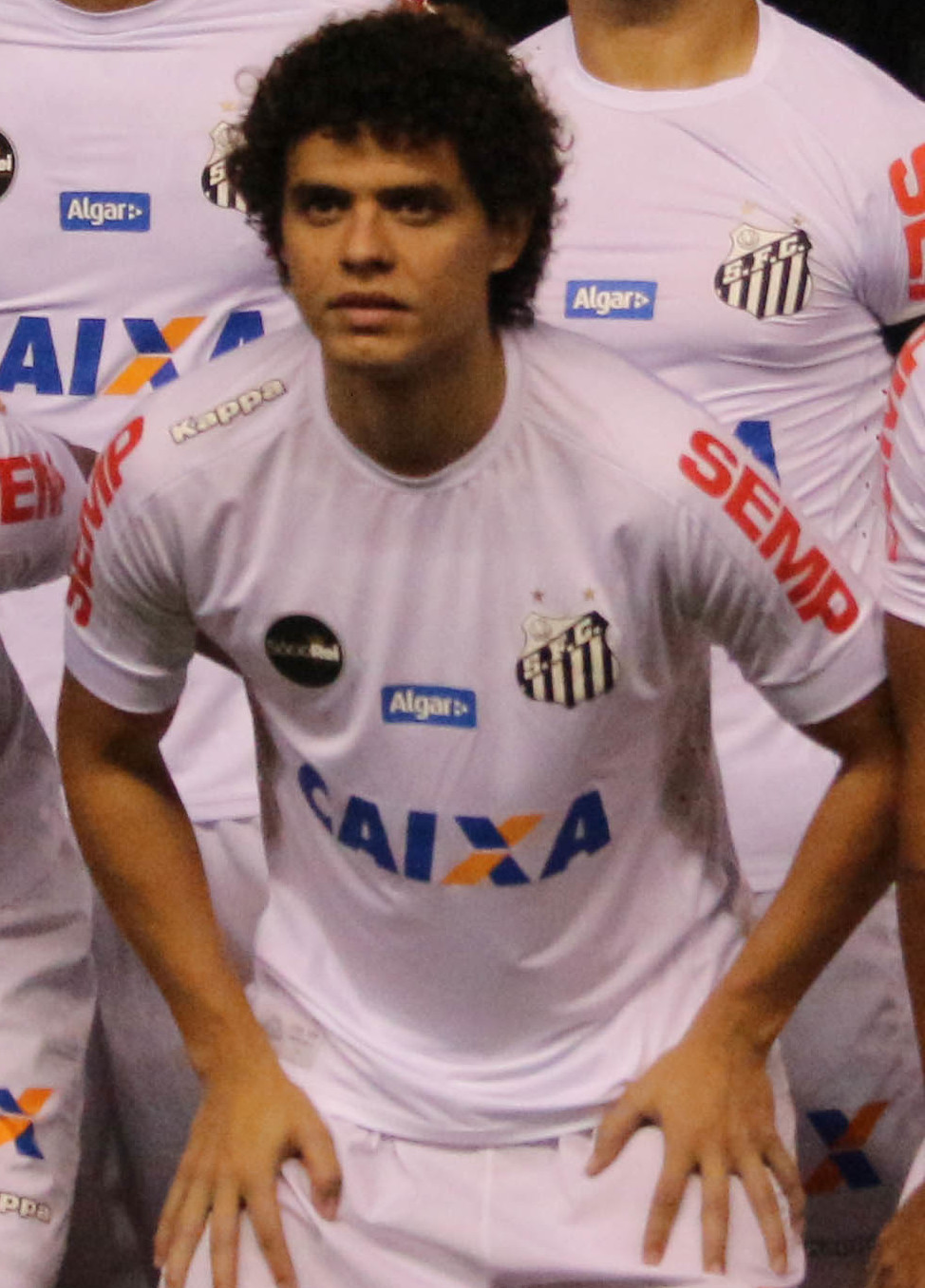
Victor Ferraz com o em 2017

Em junho de 2014, foi contratado pelo Santos para a disputa da Série A do Campeonato Brasileiro.
Desde o começo da temporada de 2015, Ferraz assumiu a titularidade da equipe com a saída de Cicinho no começo de julho e recebeu a camisa 4.
No dia 3 de agosto de 2016, usou a camisa de número 100 em comemoração ao seu centésimo jogo pelo Santos. Em partida contra o Flamengo na Vila Belmiro, válida pela Copa do Brasil 2017, foi decisivo marcando um golaço na vitória por 4 a 2 do Peixe, mas não foi o bastante para conseguirem uma vaga na fase seguinte da competição.
Em 1º de setembro de 2018, Victor Ferraz atingiu a marca de 200 jogos com a camisa do Santos, no jogo contra o Vasco, no Maracanã, quando o Alvinegro venceu por 3 a 0, pelo Campeonato Brasileiro.
Victor Ferraz vestiu a camisa do Peixe pela última vez na goleada de 4 a 0 sobre o Flamengo em 2019, jogo da última rodada do Campeonato Brasileiro, quando esteve em campo o tempo todo. Em quase seis temporadas, Victor Ferraz somou 265 jogos e 10 gols pelo clube, tornou-se o 4º lateral que mais vestiu a camisa alvinegra na história.
| “                                 | Obrigado Peixão!! É meus véi…depois de 5 anos e meio, 265 jogos( quase 100 como capitão), alguns gols, assistências e títulos essa jornada chega ao fim. Admito que quando iniciei nesse clube, não imaginei que chegaria tão longe. Cheguei meio desconhecido vindo do Coritiba, e saio como o 4º lateral que mais vestiu essa camisa na história. Nada mau né? Hahaha Me despeço do clube com o sentimento de ter deixado meu TUDO!! Fica aqui minha gratidão eterna pela oportunidade de vestir essa camisa histórica, eu entendi o que ela representa e vou respeitar esse escudo pra sempre. A todos aqueles que trabalharam comigo (jogadores, Comissaão técnica, funcionários do clube) espero de alguma forma ter impactado positivamente na vida de vocês e muito obrigado pelo que fizeram por mim. Aos torcedores, obrigado pelos grandes momentos que tivemos juntos. Momentos difíceis? Sim, tivemos…mas como não ter em 6 temporadas? TODOS vão oscilar em tanto tempo, a grande diferença é que a maioria prefere sair nesses momentos e eu gostava de enfrentar essa pressão e dar voltas por cima. Me emocionei em alguns momentos por esse clube, e mais uma vez com lágrimas nos olhos eu me despeço de vocês. Que Jesus abençoe sempre!! Um abraço do meu véi…. | ” |
| — Victor Ferraz em sua despedida. | |   |

### Grêmio
No dia 14 de dezembro de 2019, Victor foi anunciado como reforço do Grêmio em uma troca com o também lateral direito Madson, em um contrato de dois anos.
Foi a principal escolha do técnico Renato Portaluppi para a lateral direita na temporada 2020/21, mas iniciou o novo ano em uma relação de jogadores que não seriam aproveitados.
Teve sua rescisão de contrato anunciada no dia 9 de novembro de 2021, antes mesmo do final da temporada, ele jogou apenas três partidas em 2021. Ele deixou o Grêmio com 45 jogos, um gol e quatro assistências.

### Náutico
Após ficar sem equipe desde novembro de 2021, Victor foi contratado como novo reforço do Náutico em abril de 2022.
Em 2023, disputou 36 jogos, marcou 4 gols e deu uma assistência. Ele encerrou sua segunda passagem pelo Náutico com 77 jogos nas duas passagens, ele marcou seis gols desde seu retorno ao Timbu.

### Chapecoense
Em 7 de setembro de 2023, acertou com a Chapecoense até dezembro deste ano.

### Tacuary
Em 18 de janeiro de 2024, Victor Ferraz assinou com o Tacuary, do Paraguai. Ele assinou um contrato de uma temporada.
O lateral-direito atuou em 28 partidas pelo clube paraguaio e contribuiu com três assistências.

### Serra Branca
Ainda em 2024, o Serra Branca, clube da Paraíba, acertou a contratação de Victor Ferraz para a temporada de 2025. Natural de João Pessoa, esta será a primeira vez que o atleta vestirá a camisa de um clube paraibano em sua carreira.

## Títulos
Atlético Goianiense
- Campeonato Goiano: 2011

Coritiba
- Campeonato Paranaense: 2013

Santos
- Campeonato Paulista: 2015 e 2016

Grêmio
- Taça Francisco Novelletto: 2020
- Campeonato Gaúcho: 2020 e 2021
- Recopa Gaúcha: 2021

Náutico
- Campeonato Pernambucano: 2022

## Prêmios individuais
- Seleção do Campeonato Paulista: 2019